# South Pass City, Wyoming
South Pass City är en liten ort och tidigare spökstad i Fremont County i den amerikanska delstaten Wyoming. Orten hade sin storhetstid under 1860- och 1870-talens guldrush. Bebyggelsen är idag huvudsakligen historiskt minnesmärke, med turistverksamhet och några bofasta invånare.

## Historia
Ortens föregångare grundades som en diligensstation, bland annat använd av Ponnyexpressen, och senare även telegrafstation på Oregon Trail under 1850-talet. Denna första bosättning var belägen vid Burnt Ranch omkring 15 kilometer söder om dagens South Pass City, vid Oregon Trails sista vadställe över Sweetwater River på vägen västerut genom South Pass.
Upptäckten av guld i området 1866 ledde till en kortvarig guldrush i Wyoming, och 1867 prospekterades vid vad som kom att bli Carissagruvan. En gruvarbetarbosättning uppstod snabbt på ortens nuvarande plats, med en befolkning på omkring 2 000 invånare inom ett år. South Pass City kom också att under några år fungera som huvudort i det då nybildade Sweetwater County, som var betydligt större till ytan vid denna tid.
Rösträttspionjären Esther Hobart Morris (1814–1902) anlände som nybyggare 1869 och utnämndes 1870 till USA:s första kvinnliga fredsdomare med säte i South Pass City. Hon influerade även barägaren William H. Bright, som var representant vid Wyomingterritoriets konstitutionsförsamling, för att 1869 föreslå kvinnlig rösträtt i det förslag till konstitution för Wyomingterritoriet som senare antogs, över femtio år innan kvinnlig rösträtt genomdrevs på federal nivå i hela USA.
Guldrushen i området avtog under början av 1870-talet när det stod klart att fyndigheterna inte motsvarade förhoppningarna, och i mitten av 1870-talet hade befolkningen sjunkit till omkring 100 invånare. Samtidigt hade countyts administrativa säte flyttats söderut till Green River vid järnvägen, och nybyggarlederna genom South Pass kom att förlora sin betydelse som kommunikationsled genom färdigställandet av järnvägens rutt längre söderut 1869. Stadens byggnader övergavs successivt, och de sista nybyggarättlingarna lämnade slutligen staden 1949.
South Pass City förblev en spökstad fram till slutet av 1900-talet, då arbetet med att återställa de historiska byggnaderna påbörjades. 1970 togs staden upp i National Register of Historic Places. Idag består orten av ett mindre samhälle kallat South Pass City samt ett 30-tal historiska byggnader från stadens storhetstid på 1800-talet, South Pass City State Historic Site.

## Externa länkar

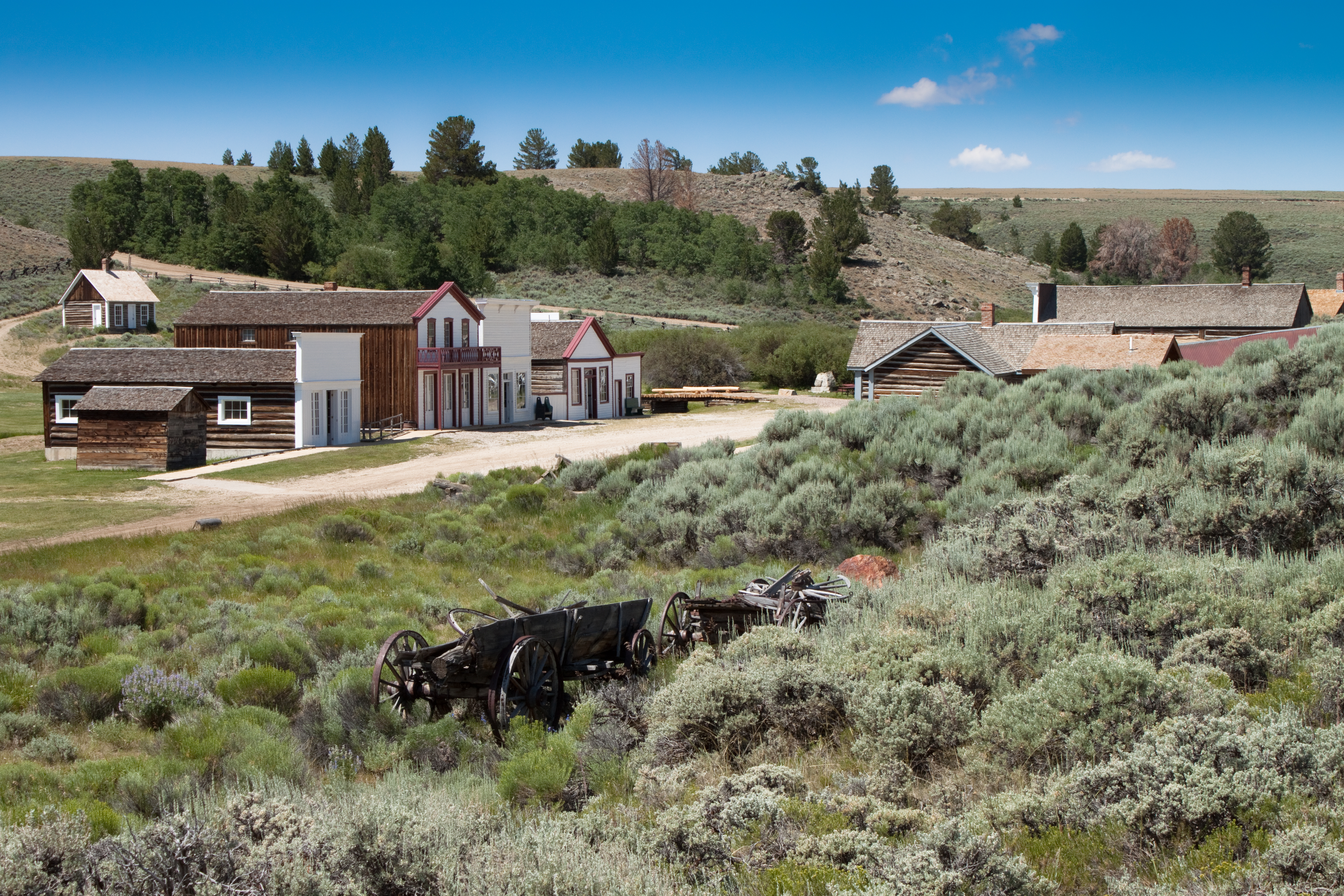
South Pass City State Historic Site